# Веніямин I
Патріарх Веніямин (грец. Πατριάρχης Βενιαμίν, в миру Веніямин Псомас-Кіріаку,грец. Βενιαμίν Ψωμάς Κυριακού, 18 січня 1871, Зейтінл — 17 лютого 1946, Стамбул) — єпископ Константинопольської православної церкви, Патріарх Константинопольський з 18 лютого 1936 року до своєї смерті.

## Біографія
Народився в 1871 році з світським прізвищем Псомас (Ψωμάς) або Кіріаку (Κυριακού) в селі Зейтінлі (Елеонас) поблизу в сім'ї батьків з Лесбосу.
У 1888 році митрополитом Агатангелом Ефеським був висвячений в сан диякона. У 1896 році закінчив Халкинську семінарію і був призначений ієрокіріксом (проповідником) в Магнісійскую митрополію і інспектором училищ. 27 червня 1899 призначений третім Патріаршим дияконом; 16 листопада 1903 отримує посаду другого Патріаршого диякона, а 11 травня 1905 року — великим архідияконом.
У 1908 році Патріарх Іоаким III Константинопольський висвятив його в пресвітери і був призначений Великим Протосигелем.
30 січня 1912 року в Патріаршому храму святого Георгія на Фанарі хіротонізований на єпископа Родоського з возведенням у сан митрополита.
1 червня 1913 року призначений митрополитом Силіврійським, але 10 вересня того ж року призначений митрополитом Филипопольським (Пловдивським). Проживав при цьому в Стамбулі.
21 липня 1925 призначений митрополитом Нікейським, ставши останнім Нікейським митрополитом до скасування кафедри. 21 жовтня 1933 призначений митрополитом Іраклійським.
По смерті Патріарха Фотія II найбільш імовірним кандидатом вважався митрополит Халкидонський Максим, але був обраний митрополит Веніямин.
За його правління, 12 квітня 1937 року, була визнана автокефалія Албанської Церкви; 22 лютого 1945 року — Болгарської Церкви.